# Lev Chorni
Pável Dmítrievich Turchanínov (16 de febrero de 1875 - Moscú, Rusia, 27 de septiembre de 1921) fue un poeta, articulista y escritor anarquista. Conocido bajo el pseudónimo de Lev Chorni, para el cual no hay no obstante uniformidad a la hora de transcribir; la transcripción correcta fonéticamente de Лев Чёрный sería Liev Chiorñi, y en otras lenguas, Emma Goldman por ejemplo le cita  como "Lev Tcherny". También en algunas fuentes se le refiere como "Lev Chernyi", "Lev Chornyi" o "Lev Tchorny". Más recientemente, el anarquista posizquierdista Jason McQuinn, ha escrito bajo el pseudónimo de Lev Chernyi.

## Vida
Hijo de un coronel del ejército ruso, nace en Moscú a finales del siglo XIX, probablemente en la década de 1890. Su dedicación a la lírica y a la poesía hace que en la primera década del siglo XX sea un conocido poeta en el ámbito intelectual libertario metropolitano moscovita, siendo ya encarcelado y deportado a Siberia durante la última etapa del régimen zarista por sus actividades revolucionarias a partir de la represión subsiguiente a la Revolución Rusa de 1905 y liberado a principios de 1917. 
Miembro de la Federación de Grupos Anarquistas de Moscú desde su misma creación en marzo de 1917, junto a Alekséi Alekséyevich Borovói, profesor de Filosofía de la Universidad de Moscú, Guerman Askárov y otros; en primavera de 1918 ocupaba el puesto de Secretario de la Federación y publicaba regularmente en Anárjiya (Anarquía), publicación de la organización. Fue firme defensor de la "metodología de la incautación". Posteriormente formó parte de grupos anarquistas moscovitas como las Guardias Negras (vinculada a la Federación) y en 1919 de los Anarjisti Podpolia (Anarquistas Clandestinos), quienes publicaban otro boletín llamado también Anárjiya, y grupo responsable del atentado contra los locales del Partido Comunista ruso en Moscú el 25 de septiembre de 1919. Fue fusilado por la Checa a finales de septiembre de 1921, junto a otros notables del movimiento revolucionario, como Fanya Baron.

## Pensamiento

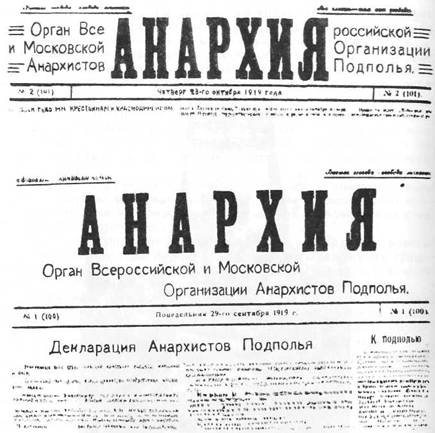
Editorial del periódico "Anárjiya" con la declaración del lanzamiento de la lucha terrorista contra los bolcheviques. 25 de septiembre de 1919.

Junto a su obra en el campo lírico-literario así como artículos de opinión en la prensa comunista libertaria de la época, escribe en 1907, el mismo año en que se publica en ruso la segunda edición del libro Der Einzige und sein Eigentum de Max Stirner, el ensayo “Nóvoe napravlénie v anarjizme: assotsiatsiónnyi anarjizm” (“La nueva dirección anarquista: anarquismo asociacional”), publicada ese mismo año modestamente en Moscú, y reeditada en Nueva York en 1923. El texto supone los fundamentos de un planteamiento que se ha dado en llamar “anarquismo asociacional" o "anarquismo asociacionista", doctrina que parece derivada principalmente del egoísmo ético de Max Stirner y Nietzsche, como una especie de anarquismo individualista, y que viene de hecho a desarrollar el concepto propuesto por Stirner en 1844 de Asociación de Egoístas, si bien algunos autores, como Dolinin en V vijre revoliútsii (F. Kraemer, "Associational Anarchism", The Road to Freedom, II, num. 5, marzo de 1926 y num. 6, abril de 1926), minimiza la deuda de Chorni con Stirner y las ocasionales coincidencias nietzscherianas. Paul Avrich sin embargo vuelve a reafirmar las mismas en un ensayo posterior, "The Russian anarchists" (Princeton University Press, 1967).
En el ensayo se subraya el factor asociacional de la libertad, desarrollando un nuevo concepto sociológico que él llama "Sociometría", a través del cual divide todos los sistemas en los que se llevan a cabo las relaciones humanas en tres tipos, procediendo a continuación a rechazar el primero por representar la subordinación autoritaria, descartando el segundo porque representa la esclavitud de la explotación industrial y alabando el tercero, representante de la libertad y formas primarias de mutualismo.
Junto a muchos otros como Alekséi Alekséyevich Borovói, profesor de Filosofía de la Universidad de Moscú (autor de Obschéstvennye idealy sovreménnogo óbschestva, 1906; y Líchnost i óbschestvo v anarjístskom mirovozzrénii, 1920) y los partidarios de la acción directa como la ucraniana Matriona Prisiazhniuk forma el grupo más representativo del anarcoindividualismo ruso de principios del siglo XX.